# Natalija Skakun
Natalija Anatoliїvna Skakun (in ucraino Наталія Анатоліївна Скакун?; Blagoveščenka, 3 agosto 1981) è un'ex sollevatrice ucraina, campionessa olimpica, mondiale ed europea che ha gareggiato nelle categorie dei pesi leggeri (fino a 58 kg.) e dei pesi medi (fino a 63 kg.).

## Carriera
Nata in Russia, nel Territorio dell'Altaj, dove suo padre lavorava, e poi trasferitasi in Ucraina con la sua famiglia, Natalija Skakun è stata campionessa mondiale juniores nel 2001 nei pesi medi.
Precedentemente, si era già affermata tra i seniores avendo conquistato, non ancora diciannovenne, la medaglia di bronzo ai Campionati europei di Sofia 2000 nei pesi leggeri, con il risultato di 195 kg. nel totale.
Qualche mese dopo ha partecipato alle Olimpiadi di Sydney 2000, terminando al 7º posto finale con 197,5 kg. nel totale.
L'anno seguente Skakun è passata nella categoria superiore dei pesi medi ottenendo, oltre la vittoria ai campionati mondiali juniores, anche un'altra medaglia di bronzo tra i seniores ai Campionati europei di Trenčín con 225 kg. nel totale.
Nel 2002 è diventata campionessa europea (senior) vincendo la medaglia d'oro ai Campionati europei di Antalya con 240 kg. nel totale.
Nel 2003 si è affermata anche a livello mondiale, vincendo la medaglia d'oro ai Campionati mondiali di Vancouver con 247,5 kg. nel totale, dopo aver realizzato il nuovo record mondiale nella prova di slancio.
Alle Olimpiadi di Atene 2004 Natalija Skakun è riuscita a chiudere il cerchio, aggiudicandosi anche la medaglia d'oro olimpica con 242,5 kg. nel totale, identico risultato della bielorussa Hanna Bacjuška, con assegnazione del 1º posto all'ucraina grazie al suo peso corporeo inferiore.
Dopo il ritiro dall'attività agonistica Natalija Skakun è diventata allenatrice di sollevamento pesi.